# Hæren i arbejde (dokumentarfilm fra 1945)
 For alternative betydninger, se Hæren i arbejde (dokumentarfilm fra 1961).
Hæren i arbejde er en dansk dokumentarfilm fra 1945 instrueret af Gunnar Wangel og efter manuskript af K. B. Andersen.

## Handling
Da mandskabet ved de første indkaldelser efter Befrielsen kom i trøjen, mødte de store vanskeligheder. Tyskerne havde stjålet alt materiel, uniformer, og udrustningsgenstande, og de fleste kaserner var fyldt med flygtninge. Efterhånden overvandtes besværlighederne, og uddannelsen kom i gang under nye former og med våben fra Sverige og de allierede.